# Myosotis
Genre
Classification phylogénétique
Myosotis est un genre de plantes herbacées de la famille des Boraginaceae. On en retrouve une centaine d'espèces dans les régions tempérées ou montagneuses à travers le monde.
Certaines espèces et variétés sont utilisées pour fleurir les jardins. Elles se ressèment facilement et peuvent devenir envahissantes.
Les espèces sauvages présentent des fleurs de couleur bleue, parfois rose ou blanche.

## Nom

### Étymologie

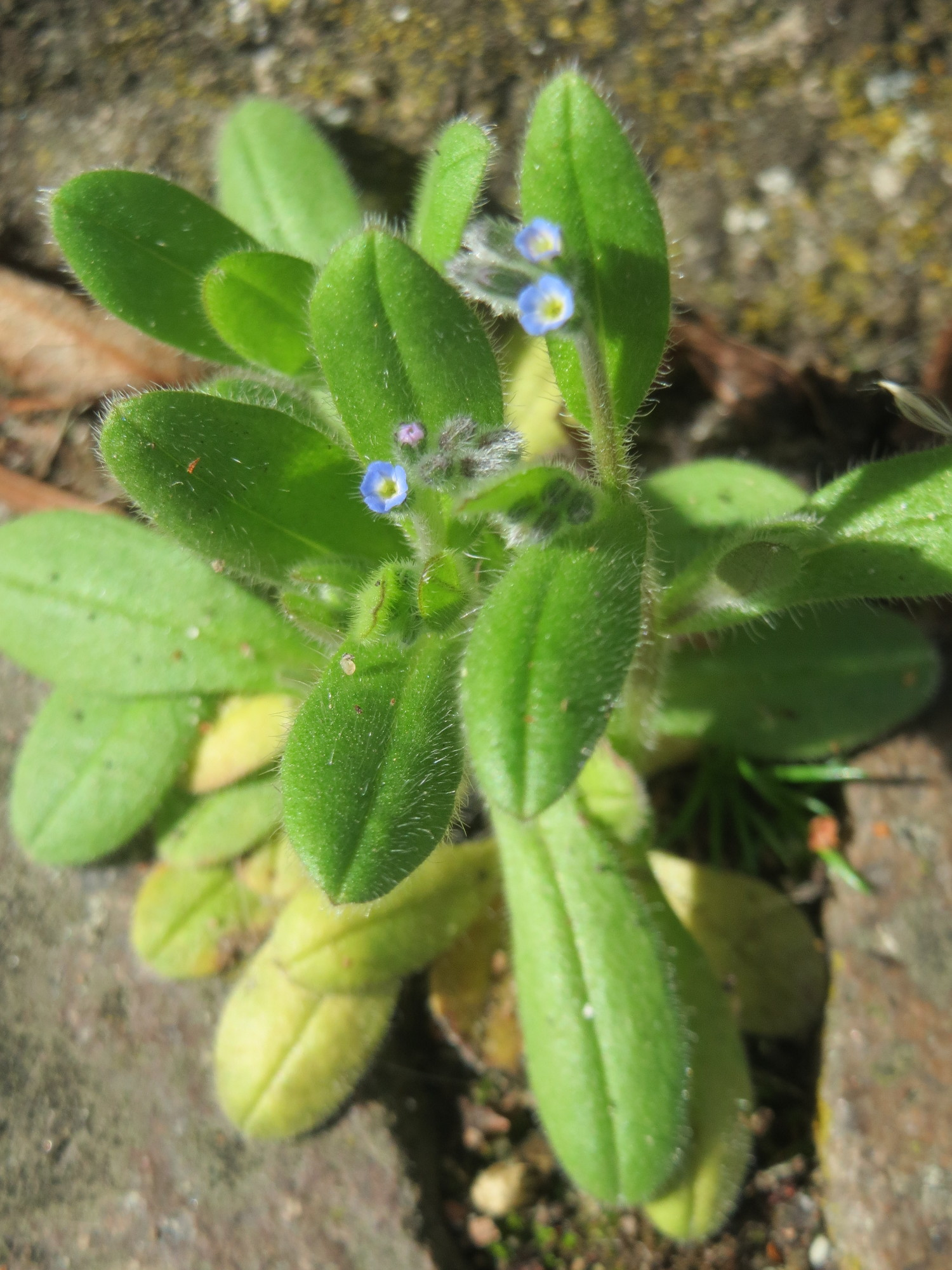
« Oreille-de-souris ».

Le nom de genre Myosotis vient du grec μυοσωτίς / myosōtís μῦς, μυός / mys, myós, « rat, souris » et οὖς, ωτός / oûs, ōtós, « oreille », en référence aux feuilles arrondies et velues de ces plantes qui peuvent évoquer les oreilles de souris.

### Surnoms
Selon une légende, un chevalier et sa dame se promenaient le long d'une rivière. Le chevalier voulut se pencher pour cueillir une fleur. Son armure étant trop lourde, le chevalier tomba à l'eau. Sachant sa fin inéluctable, avant de disparaître sous les eaux, le chevalier lança galamment la fleur vers sa dame en la priant « Ne m'oubliez pas ! » Cette symbolique est reprise dans le poème de la cantate Vergißmeinnicht.
L'allemand conserve pieusement la prière du chevalier dans la dénomination de la fleur (das Vergissmeinnicht — le mot vient de l'allemand vergiss mein nicht, qui est une tournure poétique (mein est un génétif), on dit plus couramment vergiss mich nicht), et s'est propagé à travers l'Europe : en anglais (forget-me-not), en espagnol (nomeolvides), en italien (nontiscordardimé), en polonais (niezapominajki), en chinois (chinois simplifié : 勿忘我 ; pinyin : wùwàngwǒ); en néerlandais (vergeet-mij-nietje) et dans beaucoup d'autres langues (danois, roumain, etc.).
Parmi les noms communs, on trouve : « grémillet », « scorpione », « herbe d'amour », ou encore « oreille-de-souris ». Ce dernier nom est d'ailleurs le sens du mot myosotis en grec, et correspond donc à l'origine étymologique du nom.
Le myosotis est aussi désigné par des phrases poétiques d'amour : « aimez-moi », « souvenez-vous-de-moi », « plus je vous vois, plus je vous aime », « pensez à moi » et le plus utilisé : « ne m'oubliez pas ».

## Description

### Identification
Le myosotis est une plante de 5 à 40 cm à poils courts, à fleurs régulières bleues, parfois roses ou blanches en grappes, et à feuilles simples alternes.

## Floraison
La période de floraison des myosotis va du printemps à l'été.

## Principales espèces

### Flore européenne
- Myosotis alpestris, F. W. Schmidt – Myosotis des Alpes
- Myosotis arvensis, A. W. Hill – Myosotis des champs, intermédiaire
- Myosotis balbisiana, Alexis Jordan
- Myosotis ×bohemica, Karel Domin
- Myosotis ×cadevallii, Sennen
- Myosotis ×catalaunica Sennen
- Myosotis congesta Shuttlew. ex Albert[4] & Reyn. (Joël Reynaud)
- Myosotis corsicana (Fiori) Grau
- Myosotis decumbens Host – Myosotis étalé
- Myosotis discolor Pers. – Myosotis versicolore, à fleurs changeantes
- Myosotis gallica Vestergr.
- Myosotis ×kablikiana Domin
- Myosotis lamottiana (Braun-Blanq.) Grau
- Myosotis laxa Lehm.
- Myosotis michaelae Stepánková
- Myosotis nemorosa Besser – Myosotis à poils réfractés
- Myosotis ×parviflora (Schur) Domin
- Myosotis ×permixta Domin
- Myosotis ×pseudohispida (Schur) Domin
- Myosotis pusilla Loisel.
- Myosotis ramosissima Rochel – Myosotis hérissé, rameux, des collines
- Myosotis rehsteineri Wartm. – Myosotis de Rehsteiner
- Myosotis scorpioides L. – Myosotis des marais
- Myosotis secunda A. Murray
- Myosotis sicula Guss.
- Myosotis soleirolii (Nyman) Godr. ex Rouy
- Myosotis speluncicola (Schott ex Boiss.) Rouy
- Myosotis stolonifera (DC.) J. Gay ex Leresche & Levier
- Myosotis stricta Link ex Roem. & Schult. – Myosotis raide
- Myosotis ×suzae Domin
- Myosotis sylvatica  Hoffm. – Myosotis des forêts, des bois

### Autres espèces
- Myosotis asiatica (Vesterg.) Schischkin et Sergievskaja
- Myosotis azorica H.C. Wats. ex Hook.
- Myosotis cameroonensis Cheek & R.Becker
- Myosotis canescens (Michx.) Lehm.
- Myosotis latifolia Poir.
- Myosotis macrosperma Engelm.
- Myosotis verna Nutt.

## Prédateurs
Le papillon de nuit Callimorpha dominula (l'Écaille marbrée) se nourrit de myosotis.

## Symbolique

### Langage des fleurs
Dans le langage des fleurs, le myosotis symbolise le souvenir fidèle.

### Mythologie
Myosotis est le nom d'une naïade de l'Antiquité.[réf. nécessaire]

### Commémorations
En 1948, le myosotis fut adopté comme emblème maçonnique à la première conférence annuelle des  Grandes Loges unies d'Allemagne, des Maçons anciens francs et acceptés. La fleur, souvent représentée comme pictogramme, rappelle le souvenir de tous ceux qui ont souffert au nom de la franc-maçonnerie, spécialement durant la période nazie.
Le myosotis est aussi devenu le symbole de la Société Alzheimer. Il symbolise la perte de mémoire, l'un des symptômes de la maladie d'Alzheimer, et nous invite à ne pas oublier les personnes atteintes de cette maladie et leurs aidants.[réf. nécessaire]
Il est aussi le symbole de la Journée internationale des enfants disparus, fixée au 25 mai (proclamée en 1983 par le président des États-Unis d'Amérique). Depuis 2002, Child Focus, fondation belge pour enfants disparus et sexuellement exploités, relaye et organise, chaque année, cette journée. À cette occasion, en Belgique, des myosotis sous forme de broches ou d'autocollants, et des sachets de graines de cette petite fleur bleue sont distribués gratuitement à la population, grâce aux volontaires qui les déposent dans une multitude de petits commerces. Le but est d'encourager la population à penser à tous les enfants portés disparus dans le monde et répandre un message d'espoir et de solidarité envers les parents qui sont sans nouvelles de leur enfant.
En 2015, les fleurs de myosotis ont été choisies pour célébrer le centenaire du génocide arménien parce qu'elles expriment « la notion du souvenir éternel ».
Ces utilisations viennent du surnom du myosotis.

### Culture populaire
Il est utilisé pour décrire les yeux du capitaine Crochet (dans Peter Pan de James Barrie).
Il est utilisé pour décrire la tenue de Tom Bombadil (dans le seigneur des anneaux)

## Galerie de myosotis horticoles

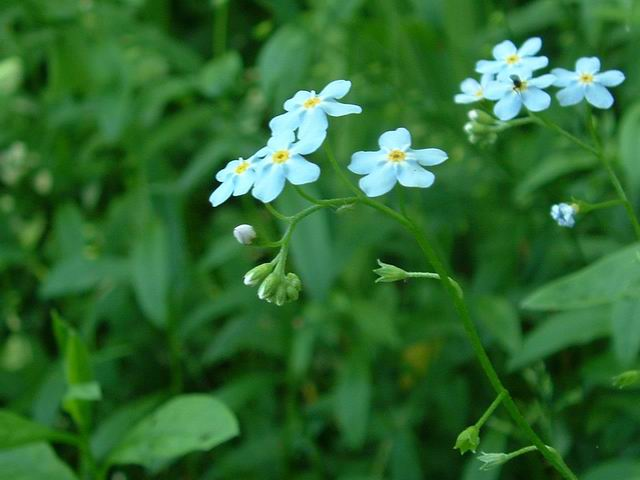
Myosotis des marais, Myosotis scorpioides
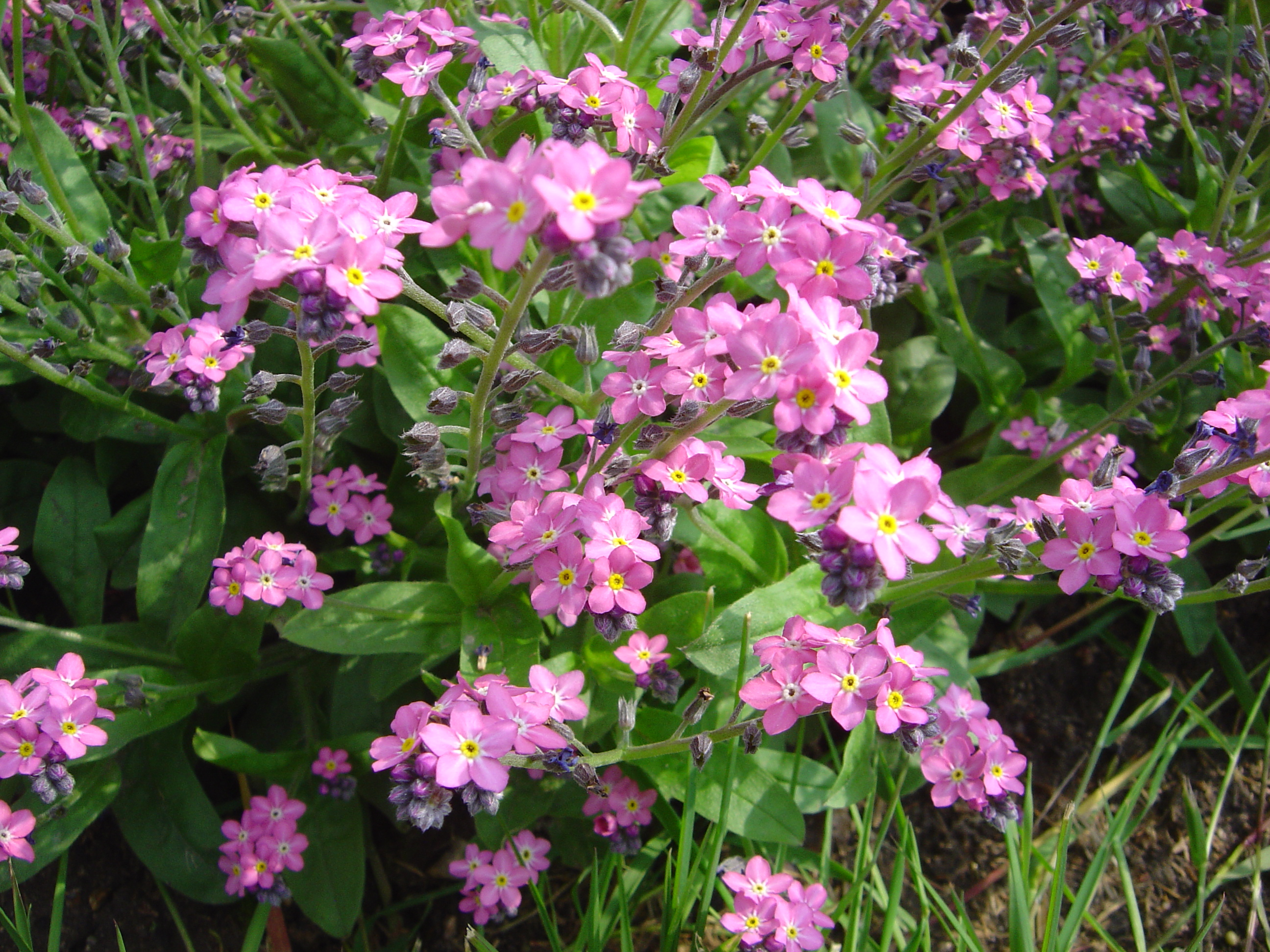
M. sylvatica 'Rosylva'
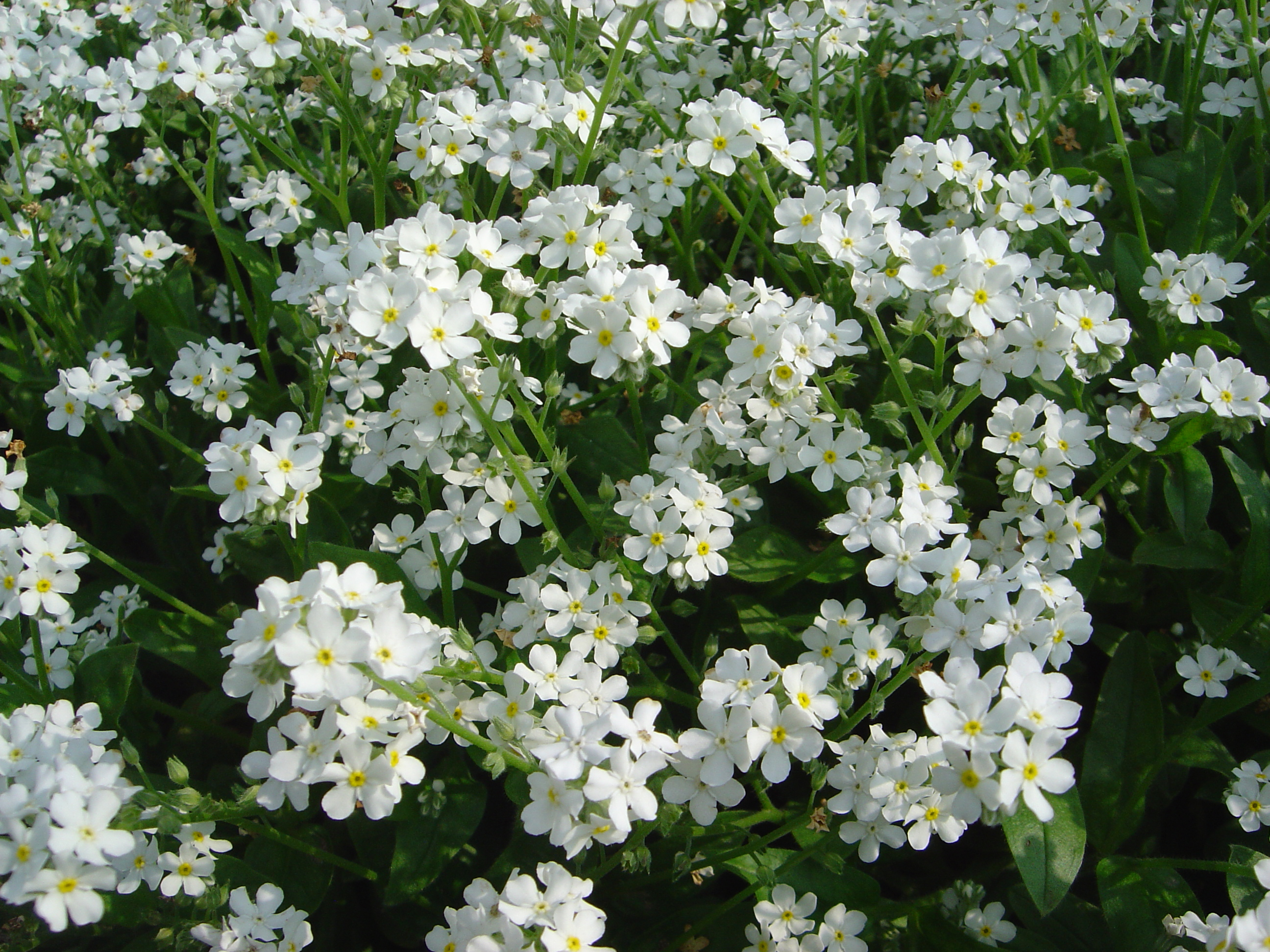
M. sylvatica 'Snowsylva'
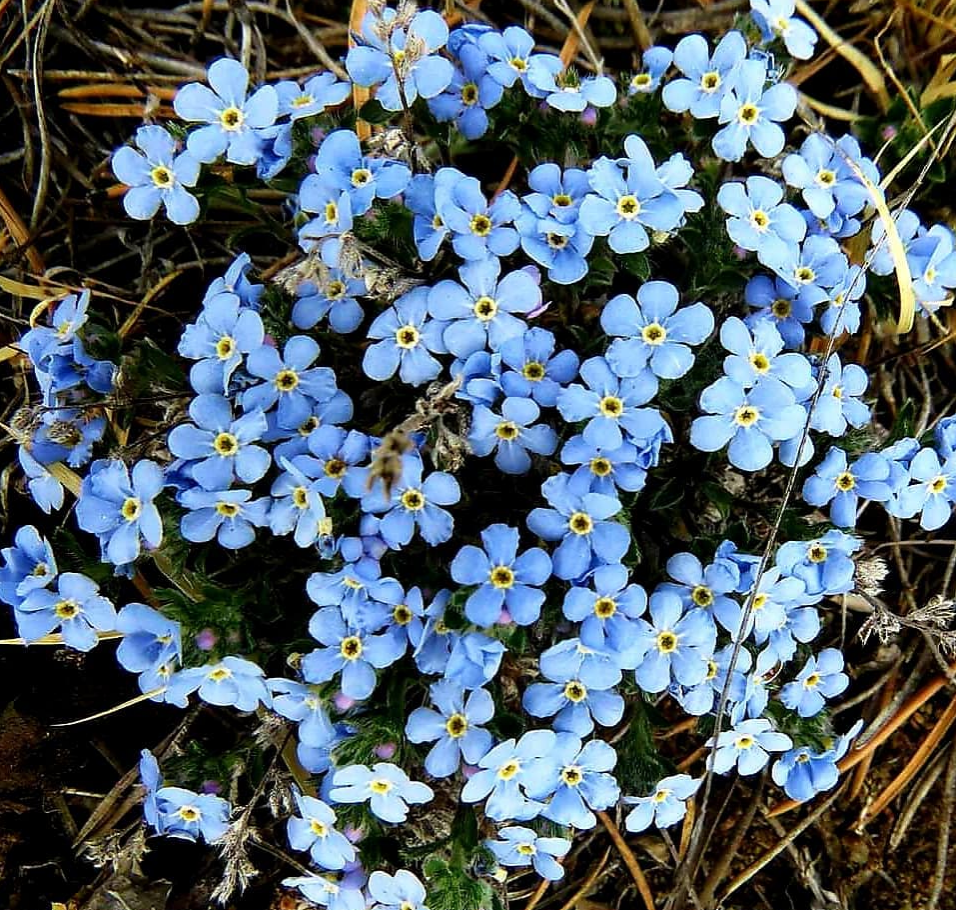
Myosotis en Sibérie orientale